# Kebiishi

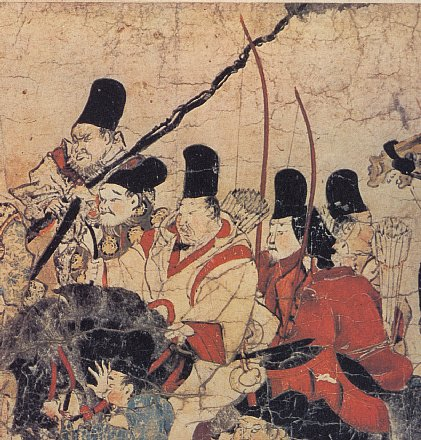
Die Kebiishi dargestellt in dem Gemälde „Die Geschichte des großen Ministers Ban“

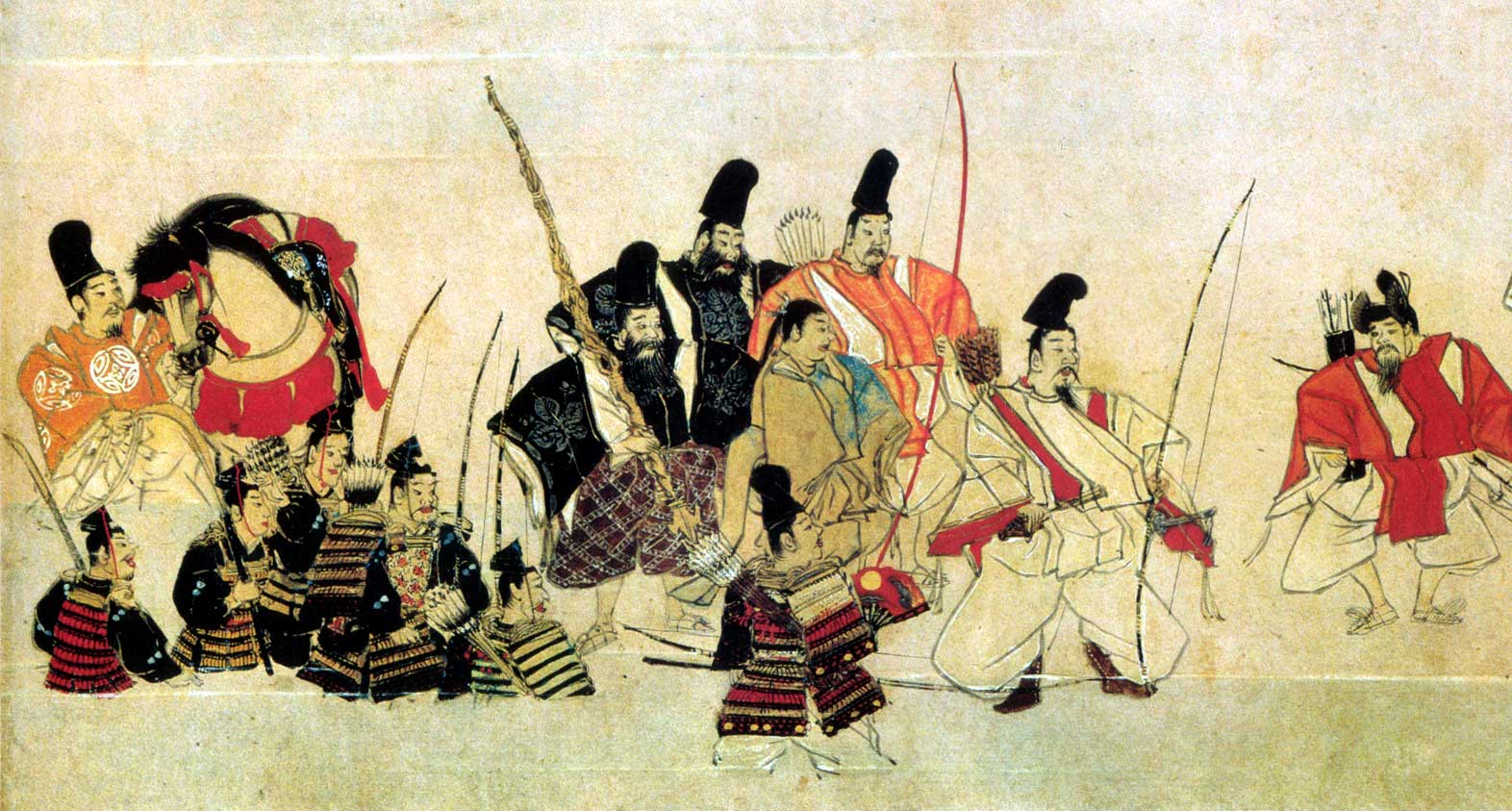
Die Kebiishi bewachen den Chion-in (Haupttempel der Jōdo-shū) in Kyōto

Die Kebiishi (japanisch 検非違使, auch: Kenbiishi, dt. „Beauftragter zur Untersuchung von Gesetzwidrigkeiten“) waren dem japanischen Ritsuryō-System untergeordnete Verwaltungsbeamte, mit Funktionen ähnlich der Polizei und Richtern. Sie wurden in der Heian-Zeit im 7. Jahr Konin (816) gegründet.  Sie hatten die Aufgabe im Namen des Tennō Gesetzwidrigkeiten zu untersuchen und aufzuklären. Die Assistenten und Offiziere wurden als Gerichtsdiener (廷尉, Teii) bezeichnet. Die Kebiishi waren hauptsächlich in der Hauptstadtregion (Kinki) um Kyōto aktiv und dort zuständig für die Aufrechterhaltung der öffentlichen Ordnung und der Zivilverwaltung. Mit der Schwächung der kaiserlichen Macht und der Einrichtung des Kamakura-Shōgunats verloren sie an Bedeutung.
Die entsprechende Behörde hieß Kebiishi-chō (検非違使庁) und wurde von einem Beamten im Rang eines Bettō, dem Kebiishi no bettō (検非違使別当), geleitet. Dieser hatte parallel oft auch das Amt eines Chūnagon (mittlerer Kabinettsrat), Sangi (Rat), Emon no kami (Kommandant der Torgarde) oder Hyōe no kami (Kommandant der Palastgarde) inne.